# استیون لوستو
استیون لوستو (انگلیسی: Steven Lustü؛ زادهٔ ۱۳ آوریل ۱۹۷۱) یک بازیکن فوتبال سابق اهل دانمارک است. پست بازی وی
دفاع مرکزی بود.
وی همچنین بین سالهای ۲۰۰۰ تا ۲۰۰۵ در تیم ملی فوتبال دانمارک بازی کرده، و به همراه این تیم در جام جهانی۲۰۰۲ حاضر شده است.